# Cyrebia luperinoides
Cyrebia luperinoides är en fjärilsart som beskrevs av Achille Guenée 1852. Cyrebia luperinoides ingår i släktet Cyrebia och familjen nattflyn. Inga underarter finns listade i Catalogue of Life.